# Ormyrus kazovaensis
Ormyrus kazovaensis is een vliesvleugelig insect uit de familie Ormyridae. De wetenschappelijke naam is voor het eerst geldig gepubliceerd in 1991 door Doganlar.